# Suhodol
Suhodol är en ort i Bosnien och Hercegovina.   Den ligger i entiteten Federationen Bosnien och Hercegovina, i den centrala delen av landet, 80 km nordväst om huvudstaden Sarajevo. Suhodol ligger 660 meter över havet och antalet invånare är 194.
Terrängen runt Suhodol är huvudsakligen kuperad, men västerut är den bergig. Suhodol ligger nere i en dal. Närmaste större samhälle är Bugojno, 15,7 km söder om Suhodol. 
I omgivningarna runt Suhodol växer i huvudsak lövfällande lövskog. Runt Suhodol är det ganska tätbefolkat, med 93 invånare per kvadratkilometer.